# Iglasjön (Kvibille socken, Halland)
Iglasjön är en sjö i Halmstads kommun i Halland och ingår i Suseåns huvudavrinningsområde. Iglasjön ligger i Biskopstorps Natura 2000-område. Sjöns area är 0,024 kvadratkilometer och den är belägen 54 meter över havet.